# Polygaster egregia
Polygaster egregia är en tvåvingeart som beskrevs av Wulp 1890. Polygaster egregia ingår i släktet Polygaster och familjen parasitflugor. Inga underarter finns listade i Catalogue of Life.